# 格林斯維爾縣 (維吉尼亞州)
格林斯維爾縣（英語：Greensville County）位美國維吉尼亞州南部的一個縣，南鄰北卡羅萊納州。面積769平方公里。根据美國2000年人口普查，共有人口11,560人。縣治恩波里亞（Emporia）並不是縣的一部分。
成立於1780年10月16日。縣名可能紀念英國國會議員、羅阿諾克殖民地的建立者理查·格倫維爾（Richard Grenville）或美國獨立戰爭英雄納薩尼爾·葛林（Nathanael Greene）。